# Amphoe Doi Tao

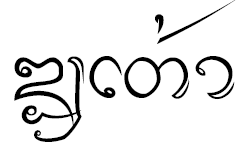
„Doi Tao“ in Lan-Na-Schrift

Amphoe Doi Tao (thailändisch อำเภอ ดอยเต่า) ist ein Landkreis (Amphoe – Verwaltungs-Distrikt) im Süden der Provinz Chiang Mai. Die Provinz Chiang Mai liegt in der Nordregion von Thailand.

## Geographie
Benachbarte Landkreise (von Westen im Uhrzeigersinn): die Amphoe Omkoi und Hot der Provinz Chiang Mai sowie Amphoe Li der Provinz Lamphun und Amphoe Sam Ngao der Provinz Tak.
Amphoe Doi Tao liegt am Mae Nam Ping (Ping-Fluss). Infolge seines Aufstauens an der weiter flussabwärts gelegenen Bhumibol-Talsperre hat sich hier ein See gebildet, der ebenfalls Doi Tao heißt. Der nördliche Teil des Nationalparks Mae Ping liegt in diesem Bezirk.

## Geschichte
Doi Tao wurde am 16. Oktober 1972 als „Zweigkreis“ (King Amphoe) gegründet, bestehend aus den vier Tambon Tha Duea, Doi Tao, Muet Ka und Ban Aen, die von dem Kreis Hot abgespalten wurden.
Am 25. März 1979 erhielt Doi Tao den vollen Amphoe-Status.

## Verwaltung

### Provinzverwaltung
Der Landkreis Doi Tao ist in sechs Tambon („Unterbezirke“ oder „Gemeinden“) eingeteilt, die sich weiter in 46 Muban („Dörfer“) unterteilen.
| Nr. | Name       | Thai   | Muban | Einw. |
| --- | ---------- | ------ | ----- | ----- |
| 01. | Doi Tao    | ดอยเต่า | 10    | 6.491 |
| 02. | Tha Duea   | ท่าเดื่อ  | 09    | 3.329 |
| 03. | Muet Ka    | มืดกา   | 05    | 3.316 |
| 04. | Ban Aen    | บ้านแอ่น | 04    | 2.632 |
| 05. | Bong Tan   | บงตัน   | 07    | 4.930 |
| 06. | Pong Thung | โปงทุ่ง  | 11    | 6.628 |

### Lokalverwaltung
Es gibt eine Kommune mit „Kleinstadt“-Status (Thesaban Tambon) im Landkreis:
- Tha Duea - Muet Ka (Thai: เทศบาลตำบลท่าเดื่อ-มืดกา) bestehend aus den Teilen der Tambon Tha Duea, Muet Ka.

Außerdem gibt es fünf „Tambon-Verwaltungsorganisationen“ (องค์การบริหารส่วนตำบล – Tambon Administrative Organizations, TAO)
- Doi Tao (Thai: องค์การบริหารส่วนตำบลดอยเต่า) bestehend aus dem kompletten Tambon Doi Tao.
- Tha Duea (Thai: องค์การบริหารส่วนตำบลท่าเดื่อ) bestehend aus den Teilen der Tambon Tha Duea, Muet Ka.
- Ban Aen (Thai: องค์การบริหารส่วนตำบลบ้านแอ่น) bestehend aus dem kompletten Tambon Ban Aen.
- Bong Tan (Thai: องค์การบริหารส่วนตำบลบงตัน) bestehend aus dem kompletten Tambon Bong Tan.
- Pong Thung (Thai: องค์การบริหารส่วนตำบลโปงทุ่ง) bestehend aus dem kompletten Tambon Pong Thung.